# Podabrus azusa
Podabrus azusa es una especie de coleóptero de la familia Cantharidae.

## Distribución geográfica
Habita en Japón.